# San Jenaro Intercesor
San Jenaro Intercesor o San Jenaro Intercesor de la Virgen María, Cristo y Dios el Padre de las Víctimas de la Peste es una pintura de Luca Giordano. Data de alrededor de 1656, y se encuentra actualmente en el Museo Nacional de Capodimonte, en Nápoles. Fue comisionado por el virrey español en Nápoles, Gaspare de Bracamonte, como un ex voto por el final de una plaga en la ciudad.